# Cordia insignis
Cordia insignis là loài thực vật có hoa trong họ Mồ hôi. Loài này được Cham. mô tả khoa học đầu tiên năm 1833.